# Otokar Březina
Václav Jebavý, cunoscut sub numele de Otokar Březina (n. 13 septembrie 1868 - d. 25 martie 1929) a fost un poet ceh.

## Opera
- 1895: Depărtări misterioase ("Tajemné dálky");
- 1897: Vânturile de la poli ("Větry od pólů");
- 1899: Ziditorii templului ("Stavitelé chrámu");
- 1901: Mâinile ("Ruce");
- 1903: Muzica izvoarelor ("Hudba pramenů").